# Romuald Dor de la Souchère
Romuald Dor de la Souchère, född 18 november 1888, död 1 december 1977, var en fransk lärare, arkeolog och museiman.
Romuald Dor de la Souchère utexaminerades från högskolan École du Louvre i Paris med diplom i arkeologi och epigrafik. Han var från 1921 lärare i franska, grekiska och latin på Lycée Carnot i Cannes i Frankrike, när han 1923 påbörjade arkeologiska undersökningar i Antibes, särskilt av lämningar av militära befästningar. Han grundade 1924 Société des Amis du musée d'Antibes, vars syfte var att etablera ett historiskt och arkeologiskt museum i Antibes. Han tog initiativ till att staden Antibes 1925 köpte in Château Grimaldi i Antibes, restaurerade det och där inrättade det historiska och arkeologiska museet Musée Grimaldi. Han blev museets förste föreståndare. 
År 1946 bodde konstnären Michel Sima hos familjen Dor de la Souchère i Cannes. Han återsåg då i augusti sin vän Pablo Picasso, som bodde tillsammans med Françoise Gilot i Golfe-Juan, och föreslog Dor de la Souchère att Picasso skulle få disponera en del av Château Grimaldi för att inrätta en ateljé. Det ledde till att Picasso för en mycket produktiv period under sex månader inrättade sig i slottets andra våning. Picasso donerade en samling verk till staden Antibes och Musée Grimaldi inrättade en Picasso-sal och så småningom omvandlades hela Musée Grimaldi under Romuald Dor de la Souchères ledning till ett Picassomuseum, Musée Picasso, vilket invigdes 1966.
Romuald Dor de la Souchère var gift med Berthe Dor de la Souchère. Paret fick 1996 postumt den israeliska utmärkelsen Rättfärdig bland folken för sitt arbete att skydda judar under den nazistiska ockupationen av södra Frankrike i slutet av andra världskriget. Cannes, där de bodde, ockuperades i september 1943 av tyskarna, vilket ledde till att situationen för den judiska familjen Levitan, som flytt från Paris och bodde i Le Cannet strax norr om Cannes, dramatiskt försämrades. Paret Dor de la Souchère tog då hand om och gömde familjens två pojkar fram till befrielsen.